# Peeper
Pour plus de détails, voir Fiche technique et Distribution.
Peeper est un film américain réalisé par Peter Hyams et sorti en 1975. Il s'agit d'une adaptation du roman Deadfall de Keith Laumer.

## Synopsis
En 1947 à Hollywood, Lou Anglich échappe à une filature en frappant son poursuivant avec sa valise. Lorsque Leslie C. Tucker, un détective privé anglais, revient à son bureau, il trouve Anglich, qui le charge de retrouver sa fille Anna. Celle-ci a été placée dans un orphelinat, 29 ans auparavant. Anglich dit à Tucker qu'il a beaucoup d'argent et qu'il veut le donner à sa fille avant que ses "associés" le retrouvent et le tuent.

## Fiche technique
- Titre original : Peeper
- Titre de travail : Fat Chance
- Réalisation : Peter Hyams
- Scénario : W.D. Richter, d'après le roman Deadfall de Keith Laumer
- Musique : Richard Clements
- Direction artistique : Albert Brenner
- Décors : Marvin March
- Costumes : Patricia Norris
- Photographie : Earl Rath
- Mixage son : Don J. Bassman, Gene S. Cantamessa
- Montage : James Mitchell (de)
- Production : Irwin Winkler, Robert Chartoff
- Société de production : Twentieth Century-Fox
- Société de distribution : Twentieth Century-Fox
- Pays de production :  États-Unis
- Langue originale : anglais
- Format : couleur — 35 mm — 2,35:1 (Panavision) — son mono
- Genre : comédie policière
- Durée : 87 minutes
- Dates de sortie :
  - États-Unis : 3 décembre 1975
- Affiche : Macario Gómez Quibus (Espagne)

## Distribution
- Michael Caine : Leslie C. Tucker
- Natalie Wood : Ellen Prendergast
- Kitty Winn : Mianne Prendergast
- Michael Constantine : Lou Anglich
- Thayer David : Frank W. Prendergast
- Timothy Agoglia : Carey Sid
- Liam Dunn : Billy Pate